# Vườn quốc gia Gorce
Vườn quốc gia Gorce (tiếng Ba Lan: Gorczański Park Narodowy) là một công viên quốc gia ở Małopolskie, miền nam Ba Lan. Vườn bao gồm các phần trung tâm và phía đông bắc của dãy núi Gorce, một phần của Tây Beskids (ở cuối phía tây của dãy Carpathian).
Những bước đầu tiên để bảo vệ vùng đất này là vào năm 1927, khi một khu bảo tồn rừng được thiết lập trên vùng đất thuộc sở hữu của Bá tước Ludwik Wodzicki của Poręba Wielka. Vườn quốc gia được tạo ra vào năm 1981, sau đó bao gồm 23,9 km2. Ngày nay, diện tích của công viên đã tăng lên 70.3km2, trong đó 65,91   km² là rừng. Diện tích của vùng bảo hộ xung quanh công viên là 166,47   km². Công viên nằm trong Hạt Limanowa và Hạt Nowy Targ, và có trụ sở chính tại Poręba Wielka.
Dãy núi Gorce bị chi phối bởi các đỉnh vòm và thung lũng sông cắt qua. Có một vài hang động nhỏ và rõ ràng - một số đỉnh như Turbacz (cao nhất - 1310 m so với mực nước biển), Jaworzyna Kamienicka, Kiczora, Kudłoń, Czoło Turbacza và Gorc Kamienicki. Vùng nước chỉ bao gồm 0,18   km² diện tích công viên - không có hồ hay sông lớn, chỉ có suối.

## Địa lý

Bản đồ của Vườn quốc gia Gorce

Trong toàn bộ vườn quốc gia Gorce có hàng trăm loài thực vật, bao gồm cả thực vật Alps và Subalpine mọc trên đồng cỏ. Rừng bao phủ khoảng 95% diện tích công viên và các loài phổ biến nhất là vân sam, sồi và linh sam. Có một số chỗ rừng thưa, nhưng chủ yếu là kết quả của hoạt động trước đây của con người. Những người định cư đầu tiên xuất hiện ở khu vực Gorce vào thế kỷ 14 nhưng những khu rừng của Gorce phải chịu đựng sự tàn phá của con người nhiều nhất trong thế kỷ 19. Vào lúc đó, cây cối bị đốn hạ trên diện rộng, đặc biệt là ở những khu vực dễ tiếp cận.
Số loài động vật rất phong phú và nó bao gồm hơn 90 loài chim sinh sản và gần năm mươi (50) loài động vật có vú bao gồm linh miêu, sói và gấu. Ngoài ra còn có ếch, rắn và kỳ nhông (sau này, một con kỳ giông lửa hiếm, là biểu tượng của Công viên).

### Nơi cư trú

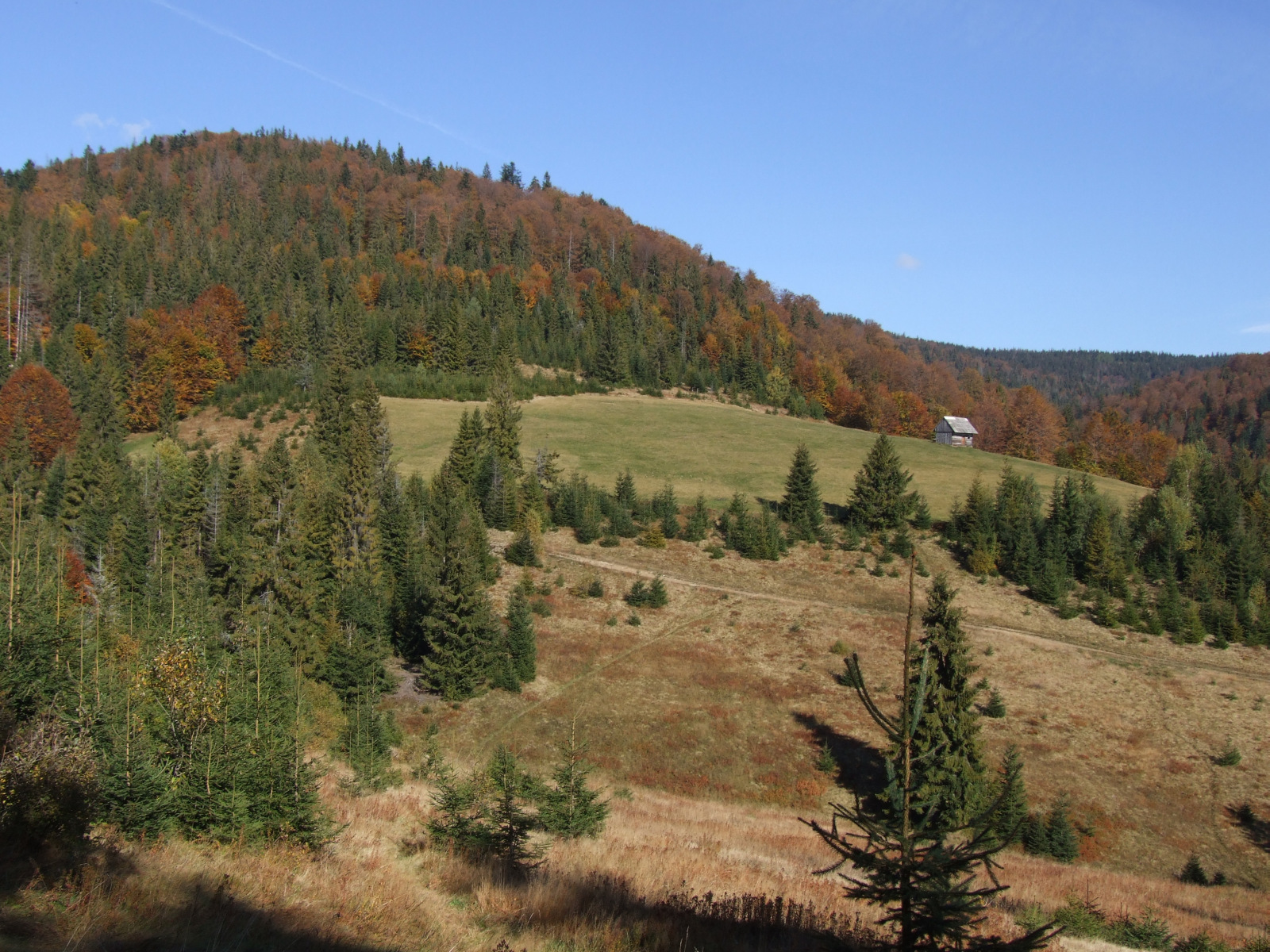
Sườn của Polana Fiedorówka

Cảnh quan tổng thể của công viên là một khung cảnh yên tĩnh, không bị xáo trộn, điều đó có nghĩa là các khu vực hoạt động của con người nằm ở phía bên ngoài. Số lượng khách du lịch không nhiều - nói một cách tương đối - và công viên có thể là thiên đường cho những người yêu thích thiên nhiên. Leo lên những đỉnh núi mềm mại của dãy núi Gorce giúp bạn có thể kiểm tra các bảo vật quốc gia xung quanh, bao gồm Tatra và dãy núi Pieniny.
Khu vực Gorce chứa một số ví dụ về kiến trúc dân gian. Tòa nhà quan trọng nhất là một nhà nguyện độc đáo nằm trên khu rừng thưa Jaworzyna Kamienicka, được xây dựng vào năm 1904 bởi Tomasz Chlipała, còn gọi là Bulanda. Chlipała là một phù thủy dân gian nổi tiếng của Gorce và có rất nhiều huyền thoại liên quan đến anh ta.